# Miss Decibel
För andra betydelser, se Miss Decibel (olika betydelser).
Miss Decibel är ett studioalbum från 1978 av det svenska dansbandet Wizex.  Albumet hamnade som högst på andra plats den svenska albumlistan.
Albumet innehåller bland annat hitlåten "Miss Decibel", vilken kom på andra plats i Melodifestivalen 1978 och som även hamnade på Svensktoppen, där den under perioden 16 april-25 juni 1978 låg i 11 veckor och som högst placerade sig på andra plats . På Svensktoppen hamnade även låten "Om en stund", där den under perioden 14 maj-23 juli 1978 låg i 11 veckor och som högst placerade sig på tredje plats .

## Låtlista

### Sida A
| Nr | Titel                                          | Låtskrivare                                    | Längd |
| -- | ---------------------------------------------- | ---------------------------------------------- | ----- |
| 1. | "When You Walk in the Room"                    | Jackie Deshannon                               | 2.24  |
| 2. | "Ge mig dina tankar (Torn Between Two Lovers)" | Phillip Jarrell, Peter Yarrow, Monica Forsberg | 3.13  |
| 3. | Don't Stop                                     | Christine McVie                                | 2.41  |
| 4. | "Joddlarkärlek (Cowboy Yoddle Song)"           | Carson Robison, Åke Strömmer                   | 2.09  |
| 5. | "Arms of Mary"                                 | Iain Sutherland                                | 3.21  |
| 6. | "My Broken Souvenirs"                          | Werner Theunissen                              | 3.45  |
| 7. | "En vän för alltid (I Love How You Love Me)"   | Larry Kolber, Barry Mann, Monica Forsberg      | 2.43  |

### Sida B
| Nr  | Titel                           | Låtskrivare                                      | Längd |
| --- | ------------------------------- | ------------------------------------------------ | ----- |
| 8.  | "Save Me"                       | Guy Fletcher, Doug Flett                         | 3.05  |
| 9.  | "C'est i bon"                   | Lasse Holm, Gert Lengstrand                      | 3.34  |
| 10. | "Splish Splash"                 | Bobby Darin, Jean Murray                         | 2.05  |
| 11. | "Om en stund"                   | Lars Hagelin, Tommy Stjernfeldt, Monica Forsberg | 3.22  |
| 12. | "Tennessee Waltz"               | Pee wee King, Redd Stewart                       | 2.33  |
| 13. | "Avsked i gryningen"            | Lars Hagelin, Tommy Stjernfeldt, A. Wedin        | 3.04  |
| 14. | "Miss Decibel" (med Lasse Holm) | Lasse Holm, Gert Lengstrand                      | 3.42  |

## Medverkande musiker
- Kikki Danielsson - sång
- Tommy Stjernfeldt - sång, gitarr
- Lars Hagelin - sång, piano, synthesizer
- Mats Nilsson - basgitarr
- Thommy Carlsson - sång, gitarr, saxofon
- Jerker Nilsson - trummor

## Listplaceringar
| Lista (1978) | Topplacering |
| ------------ | ------------ |
| Sverige      | 2            |

### Fotnoter
1. ↑  ”Discogs”. http://www.discogs.com/Wizex-Miss-Decibel/release/1865001. Läst 21 april 2011.
2. ↑  ”Svensk mediedatabas”. http://smdb.kb.se/catalog/id/001886660. Läst 21 april 2011.
3. 1 2  Svensktoppen - 1978
4. ↑  ”Listplacering”. http://hitparad.se/showitem.asp?key=39880&cat=a. Läst 21 april 2011.